# دانييل أ. كيم
دانييل أ. كيم (بالإنجليزية: Daniel A. Keim)‏ هو عالم الكمبيوتر الألماني والأستاذ (رئيس معالجة المعلومات) في قسم علوم الكمبيوتر في جامعة كونستانز، ألمانيا.
حصل على الدكتوراه في علوم الكمبيوتر من جامعة لودفيغ ماكسيميليان في ميونخ في عام 1994. وعمل أستاذاً مساعداً في قسم علوم الكمبيوتر في جامعة ميونيخ، وأستاذًا مشاركًا في قسم علوم الكمبيوتر في جامعة هاله. عمل كيم أيضًا كباحث بارز في مختبرات شانون للأبحاث التابعة لشركة AT & T، فلورهام بارك، نيوجيرسي، الولايات المتحدة الأمريكية.
نشر كيم على نطاق واسع مواضيع تتعلق تحديدًا بتصور المعلومات وتنقيب البيانات، وقدم برامج تعليمية حول القضايا ذات الصلة في العديد من المؤتمرات الكبيرة. وهو محرر في TKDE ومجلة التصور المعلومات.

## من منشوراته
انظر في منحة جوجل: Publications .

## وصلات خارجية
- Homepage at Uni-Konstanz.de.